# Teatro Municipal Teotônio Vilela
O Teatro Municipal Teotônio Vilela, é um teatro localizado na cidade de Sorocaba, inaugurado em 29 de janeiro de 1983.. Situa-se no Conjunto Arquitetônico do Alto da Boa Vista, que também integra o Palácio dos Tropeiros, Câmara Municipal de Sorocaba e Biblioteca Municipal de Sorocaba, sendo considerado um cartão-postal da cidade e referência para o fomento cultural da cidade.
O Teatro foi construído em uma área de 450 m², composto de dois espaços cênicos, um interno, com 435 poltronas e 4 lugares para pessoas portadoras de necessidades especiais e um espaço externo, o Teatro Municipal de Arena, com capacidade para 600 pessoas. Todas as áreas internas de apoio das duas áreas cenicas são integradas através do Camarim Inferior Multiuso.
No hall de entrada do Teatro, abriga o acervo do Museu do Teatro, que preserva objetos e documentação dos espetáculos ali exibidos. Desta área é possível ter uma visão do brise-soleil em concreto armado que reveste as principais janelas do prédio e cria uma visão particular do Lago de Carpas.
Por ser anexo ao Conjunto Arquitetônico do Paço Municipal de Sorocaba, o teatro conta com o estacionamento de 300 vagas do complexo, além da disponíbilidade constante de transporte coletivo no local. Toda a platéia, bem como a sala de espera conta com sistema de internet gratuita, Wi-fi.